# Internet Group Management Protocol
Internet Group Management Protocol és un protocol de xarxa que s'usa per gestionar qui forma part dels grups de multicast del protocol IP. Està a la capa de xarxa de la pila TCP/IP.
L'ús de telefonia i TV per IP necessita de commutadors de xarxa (switchos) capaços de gestionar aquest protocol. En anglès, aquesta funcionalitat es diu IGMP snooping. Els encaminadors (routers) de fibra òptica domèstics, per exemple, tenen aquesta funcionalitat. Segons consulta a www.termcat.cat el terme en català ha de ser escolta IGMP.